# Paparoa National Park
Paparoa National Park – park narodowy zlokalizowany na zachodnim wybrzeżu nowozelandzkiej Wyspy Południowej, w Alpach Południowych. Utworzony w 1987 roku. Obejmuje obszar 431,24 km².